# Grete Meyerhoff

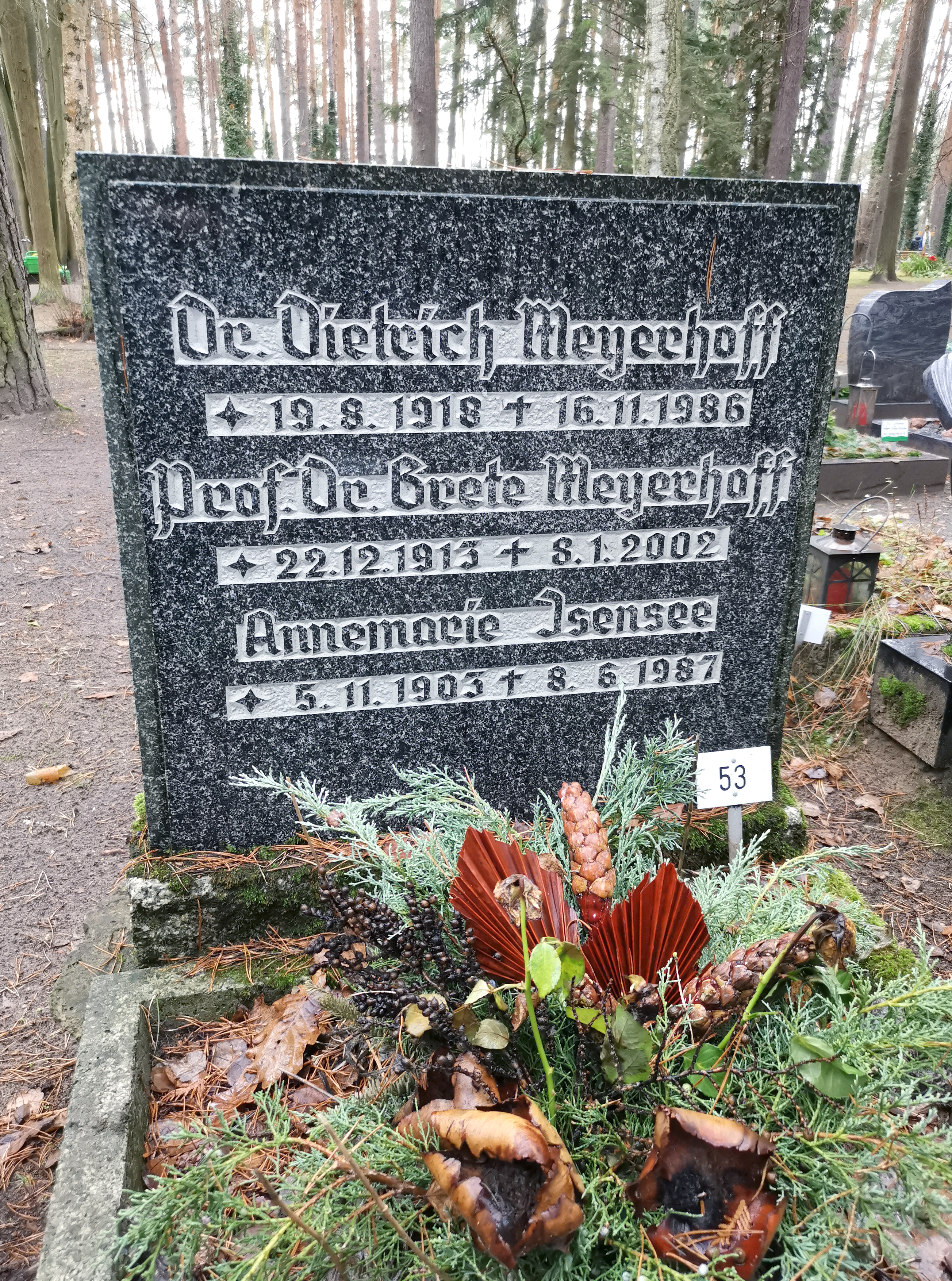
Grab auf dem Waldfriedhof Borgsdorf (Landkreis Oberhavel)

Grete Meyerhoff  (* als Grete Stattler 22. Dezember 1913 in Berlin; † 8. Januar 2002 in Oranienburg) war eine deutsche Entomologin und Bienenforscherin. Sie galt als Bienenmutter der DDR.
Grete Meyerhoff stammte aus einer Kaufmannsfamilie und machte 1934 ihr Abitur am Luisen-Oberlyzeum. Da ein Studium zunächst aus finanziellen Gründen nicht in Frage kam, machte sie eine Imkerlehre und arbeitete als Imkerin. 1935 wurde sie Mitglied der NSDAP. Ab 1940 studierte sie Biologie (Zoologie, Botanik) und Paläontologie an der Universität Berlin. 1943 wurde sie wissenschaftliche Hilfskraft am Zoologischen Institut. Im März 1945 wurde sie mit einer Dissertation über die Honigbiene promoviert (Untersuchungen über die Thermotaxis der Honigbiene Apis mellifica). Davor heiratete sie den Assistenten am Zoologischen Institut Dietrich Meyerhoff (er war auch promoviert, wurde Biologielehrer und war später an der Universitätsbibliothek).
Juli 1945 bis Juli 1948 war sie im Lager Sachsenhausen interniert. 1950 wurde sie Assistentin in der Abteilung Tierpsychologie am Psychologischen Institut der Humboldt-Universität Berlin und ab 1951 am Institut für Geflügel- und Pelztierzüchtung der Landwirtschaftlichen Fakultät. Dort baut sie die Abteilung Bienenkunde und Seidenbau mit Sitz in Hohen Neuendorf bei Berlin auf. 1954 habilitierte sie sich (Der unmittelbare Nutzen der Honigbiene Apis mellifica unter besonderer Berücksichtigung des Verhältnisses von Biene und Raps). Ab 1955 war sie Dozentin, 1958 Professorin mit Lehrauftrag und 1961 Professorin mit vollem Lehrauftrag (ab 1969 ordentliche Professorin). 1974 wurde sie emeritiert.

## Schriften
- Bäuerliche Bienenweide. Deutscher Bauernverlag 1955.
- Kleine Imkerschule. Ratschläge für den Anfang. Neumann-Neudamm 1970, 1976
- Biologie der Honigbiene. In: H. Kettner, Borchardt u. a.: Grundwissen für Imker. Lehrbuch für die Facharbeiterausbildung. Deutscher Landwirtschaftsverlag, Berlin 1988.